# Lisa Rühl
Lisa Rühl est une ancienne joueuse allemande de volley-ball née le 22 septembre 1989 à Dessau. Elle mesure 1,78 m et jouait au poste de libero. Elle a mis un terme à sa carrière de volleyeuse professionnelle en 2017.

## Clubs
| Club                    | De        | À         |
| ----------------------- | --------- | --------- |
| VC 68 Berlin            |           | 2004-2005 |
| VC Olympia Rhein-Neckar | 2005-2006 | 2006-2007 |
| VT Aurubis Hamburg      | 2007-2008 | 2009-2010 |
| SC Potsdam              | 2010-2011 | 2016-2017 |

## Palmarès
- Coupe d'Allemagne
  - Finaliste : 2008.